# Parepalpus discors
Parepalpus discors là một loài ruồi trong họ Tachinidae.